# Marthe Cohn
Pour les articles homonymes, voir Cohn.
Marthe Cohn, née Marthe Hoffnung le 13 avril 1920 à Metz et morte le 21 mai 2025 à Los Angeles, est une résistante française. De confession juive, elle sert d'agent de renseignement pour la France en Allemagne, peu de temps avant la capitulation du Troisième Reich. Elle relate son expérience dans une autobiographie.

## Biographie

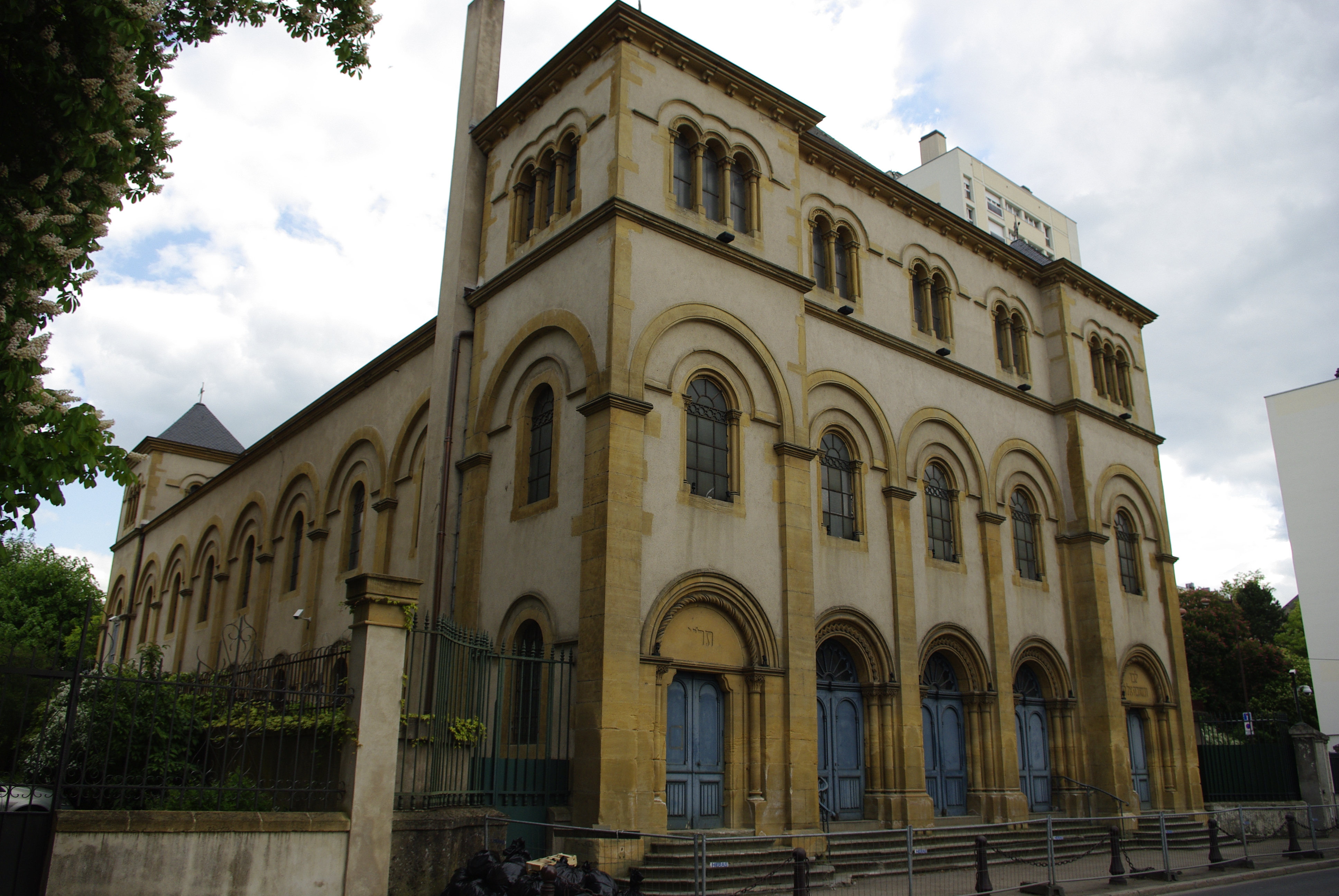
Synagogue de Metz (état actuel). Le Troisième Reich en fit une maison close.

### Enfance
Marthe Hoffnung naît le 13 avril 1920, à Metz, ville redevenue française en novembre 1918 après un demi-siècle d'annexion par l'Allemagne et de germanisation forcée. Sa famille est juive orthodoxe. Ils sont sept enfants. Elle découvre l'antisémitisme à l'âge de six ans, devant la synagogue de Metz.

### Pendant la Seconde Guerre mondiale
En septembre 1939, conformément à l'ordre d'évacuation des civils, elle se réfugie, comme de nombreux Mosellans, à Poitiers dans la Vienne. Après l'occupation de la France en juin 1940, et l'annexion de l'Alsace et de la Moselle au Troisième Reich en juillet 1940, elle décide de rester dans la Vienne.
Après l'arrestation de sa sœur Stéphanie, par la Gestapo, le 17 juin 1942, Marthe Cohn organise la fuite de sa famille, de Poitiers vers la Zone libre. Là, elle peut vivre grâce à de faux papiers, confectionnés avant son départ. Son fiancé, Jacques Delaunay, un étudiant rencontré à Poitiers, activement engagé dans la Résistance intérieure française, est fusillé le 6 octobre 1943 à la forteresse du Mont-Valérien, à Suresnes. En novembre 1943, Marthe Cohn termine les études qu'elle a commencées en octobre 1941 à Poitiers, à l'école d'infirmières de la Croix-Rouge française, à Marseille. Elle tente alors, en vain, de rejoindre la Résistance.
Après la Libération de Paris, en septembre 1944, Marthe s'enrôle dans l'armée française, où elle souhaite apporter ses compétences d'infirmière. Elle est affectée au service médical du 151e régiment d'infanterie. Découvrant qu'elle parle parfaitement allemand, langue qu'elle utilisait pour communiquer avec ses parents, son supérieur, le colonel Fabien, lui propose d'intégrer les services de renseignement de la 1re armée française. Marthe Hoffnung, 24 ans, est alors rattachée au bureau « renseignement » des Commandos d'Afrique. Après quatorze tentatives infructueuses d'infiltration en Alsace, région annexée comme la Moselle, elle pénètre en Allemagne via la Suisse, le 11 avril 1945.
Active en territoire ennemi, elle collecte alors de précieuses informations, qui facilitent grandement l'avancée des troupes françaises. Elle avertit notamment ses supérieurs de l'abandon de la ligne Siegfried, dans la région de Fribourg-en-Brisgau, et signale une importante embuscade de la Wehrmacht, en Forêt-Noire. Pour ces actes, Marthe Hoffnung obtient la Croix de guerre en 1945. Pour les mêmes faits, elle obtiendra en 1999, la Médaille militaire, et sera faite Chevalier de la Légion d'honneur en 2004, avant d'obtenir la Médaille de reconnaissance de la Nation, en 2006.
En 1958, Marthe Hoffnung épouse le médecin-commandant Lloyd Cohn, médecin de l'U.S Army. Elle vit ensuite à Los Angeles en Californie, aux États-Unis.
Avec l'aide de la journaliste britannique Wendy Holden, Marthe Cohn a retracé son histoire dans un livre autobiographique publié en 2002, Derrière les lignes ennemies,,.
Nicola Alice-Hens a tiré de la vie de Marthe Hoffnung un film documentaire, Chichinette, ma vie d'espionne, sorti en France dans les salles de cinéma le 30 octobre 2019.

## Publications
- (en) Marthe Cohn et Wendy Holden, Behind Enemy Lines : The true story of a French Jewish Spy in Nazi Germany, New York, Harmony Books, 2002, 282 p. (ISBN 0-609-61054-6).
- Marthe Cohn et Wendy Holden (trad. de l'anglais par Hélène Prouteau), Derrière les lignes ennemies : Une espionne juive dans l'Allemagne nazie, Paris, Plon, 2004, 309 p. (ISBN 2-259-19658-6).
- Marthe Cohn et Wendy Holden (trad. de l'anglais par Hélène Prouteau), Derrière les lignes ennemies : Une espionne juive dans l'Allemagne nazie, Paris, Éditions Tallandier, 2009 (ISBN 978-2-7098-1769-1 et 2-7098-1769-1).

## Décorations
- Croix de guerre 1939–1945 (1945)
- Médaille militaire (1999)
- Chevalier de la Légion d'honneur (2004)
- Médaille de reconnaissance de la Nation (2006)